# Jean II (roi de Portugal)
Pour les articles homonymes, voir Jean II.
Jean II de Portugal, en portugais João II, surnommé « le Parfait » né le 3 mai 1455 à Lisbonne et mort le 25 octobre 1495 à Alvor, est le 13e roi de Portugal du 28 août 1481 jusqu'à sa mort. Il est le fils du roi Alphonse V et d’Isabelle de Coimbra. Il succède à son père à la mort de celui-ci en 1481. 
En 1477, Alphonse V avait temporairement cessé de régner avant de reprendre le pouvoir, mais ce n'est qu'au décès de ce dernier que Jean devient enfin roi.
À cette époque, le droit romain, et en particulier le Code de Justinien, connaît un renouveau. Tous les rois sont alors poussés à renforcer leur autorité, et Jean II s’impose ainsi comme un souverain pleinement ancré dans son temps.

## Biographie

### Jeunesse
Né à Lisbonne le 3 mai 1455, Jean est le deuxième fils d'Alphonse V de Portugal et d'Isabelle de Coimbra ,. À l'âge d'un mois, le 25 juin 1455, il est déclaré héritier légitime de la couronne et reçoit un serment d'allégeance ,.
En 1468, Alphonse V et Henri IV de Castille tentent d'arranger un double mariage dans lequel Jean épouserait la fille d'Henri, Jeanne, puis Alphonse épouserait la demi-sœur ainsi qu'héritière présomptive de Castille, Isabelle ,. Cependant, Isabelle refuse de consentir à l'arrangement . Au lieu de cela, Jean épouse Éléonore de Viseu, sa cousine germaine et la fille aînée de Ferdinand de Portugal  le 22 janvier 1471 ,.

#### Campagnes militaires

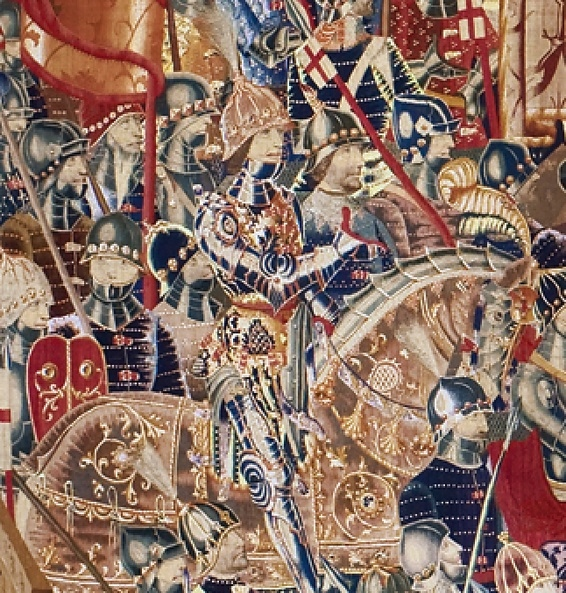
Le prince Jean représenté à cheval dans l'une des Tapisseries de Pastrana.

Comme prince, Jean accompagne son père lors des campagnes en Afrique et est fait chevalier par Alphonse V après la prise d'Assilah en 1471 ,. Les tapisseries de Pastrana ont été commandées par Alphonse V pour célébrer les succès portugais au Maroc .

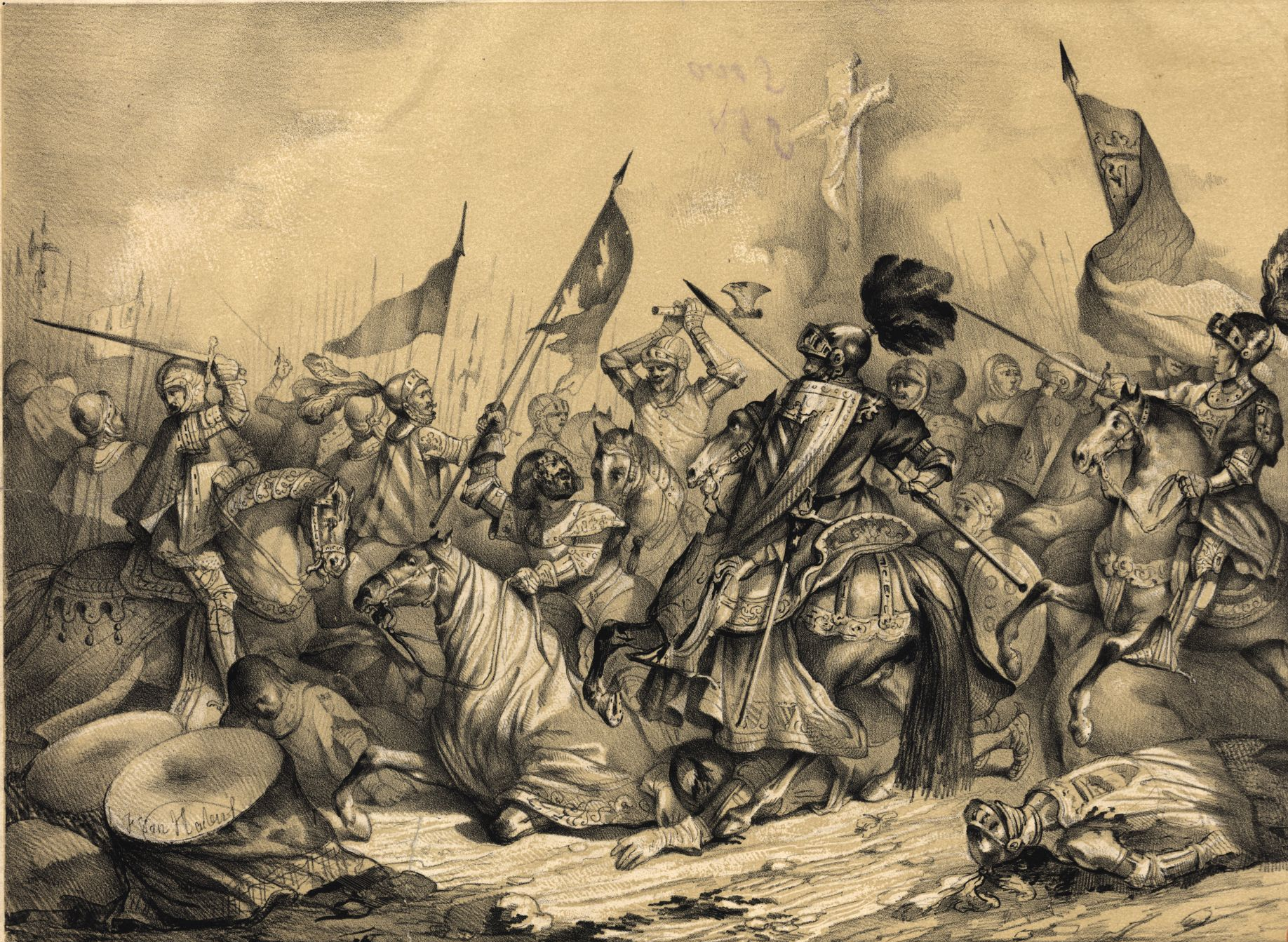
Bataille de Toro, Album Rejio, par Francisco de Paula van Halen

Après la mort d'Henri IV de Castille en décembre 1474, une faction de la noblesse est hostile à l'accession au trône de sa demi-sœur Isabelle et offre la couronne à Alphonse V, sous condition d'épouser Jeanne qui est la fille du défunt roi castillan . Jean exhorte son père à épouser la princesse et à envahir la Castille malgré l'opposition des principaux nobles, notamment le marquis de Vila Viçosa. Le roi portugais envoie un émissaire pour évaluer le soutien à la cause de Jeanne et après avoir reçu des « comptes rendus favorables concernant les partisans de l'infante », il ordonne que des préparatifs de guerre soient faits pour le printemps suivant . Le 12 mai 1475, Alphonse V et Jean entrent en Castille avec une armée de 5 600 cavaliers et 14 000 fantassins. Le roi portugais se rend à Palencia pour rencontrer Jeanne , le couple se fiance le 25 mai puis ils sont proclamés souverains de Castille ,. Le même mois, l'épouse de Jean donne naissance à Alphonse, seul enfant du couple à avoir survécu à la petite enfance .
En mars 1476, à Toro, Alphonse V et Jean affrontent des forces castillanes dirigées par le mari d'Isabelle, Ferdinand II d'Aragon . Lors de la bataille, Jean défait l'aile droite castillane, récupère l'étendard royal portugais et tient le terrain . Cependant, la bataille de Toro est indécise .
En septembre 1477, le monarque portugais abdique puis s'embarque pour un pèlerinage à Jérusalem ,. Il est finalement persuadé de retourner au Portugal, où il arrive en novembre 1477 . Jean a été proclamé roi quelques jours avant le retour de son père mais il renonce finalement afin que celui-ci reprenne la couronne ,.
De 1477 à 1481, les deux hommes sont « pratiquement des corégents » . Jean, chargé de la politique d'outre-mer en 1474, joue un rôle majeur dans la négociation du Traité d’Alcáçovas qui met fin à la guerre de Succession de Castille et assure l'hégémonie du Portugal dans l'Atlantique au sud des îles Canaries ,. Le traité prévoit également le mariage du fils de Jean, Alphonse, avec la fille aînée des Rois Catholiques, Isabelle d'Aragon .
Après la mort de son père le 28 août 1481 , Jean est proclamé roi de Portugal et couronné à Sintra le 31 août ,.

### Règne

#### Consolidation du pouvoir

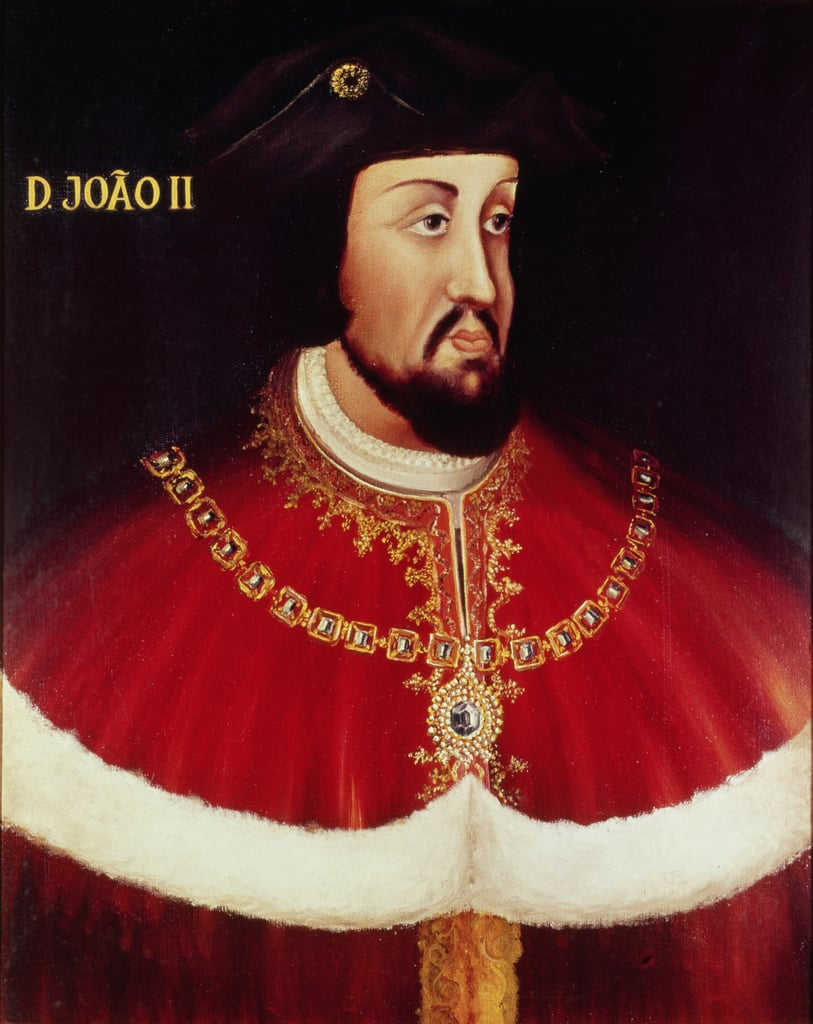
Portrait du roi Jean II de Portugal, Musée de la Marine (Lisbonne).

À son accession au trône, Jean II prend une série de mesures dans le but de retirer du pouvoir à l’aristocratie et le concentrer dans ses mains ,,. En 1481, il rassemble les Cortes portugaises à Évora et organise une grande cérémonie de prestation de serment au cours de laquelle les nobles ainsi que d'autres sujets sont tenus de lui prêter serment d'allégeance . La cérémonie est perçue comme humiliante par les membres de la haute noblesse, habitués à la tradition féodale qui veut que le roi soit simplement le premier parmi ses pairs ,.
Le roi impose son approbation pour les droits seigneuriaux permettant ainsi, lorsque des représentants des roturiers expriment leurs doléances concernant des abus commis par la noblesse et le clergé, de priver les nobles de leur droit d'administrer la justice sur leurs domaines . Pour remplacer les seigneurs, il autorise les fonctionnaires de la couronne (corregedores) à inspecter et à rendre la justice dans tout le royaume ,,. Cette politique provoque le ressentiment et le début des conspirations de la noblesse . En 1482, Ferdinand II de Bragance, le noble le plus riche du Portugal, et ses partisans commencent à comploter pour la destitution de Jean II, recevant prétendument le soutien des Rois catholiques . Le roi de Portugal fait arrêter Ferdinand II qui est jugé et condamné pour trahison puis décapité publiquement en juin 1483 ,. Par la suite, les biens de la Maison de Bragance sont confisqués et la famille s'enfuit en Castille ,.
L'exécution du duc de Bragance suscite encore plus d'intrigues parmi la haute noblesse, qui s'est ralliée à Diogo, duc de Viseu, cousin du roi et frère de la reine, Éléonore de Viseu . En 1484, Jean II convoque Diogo dans ses appartements privés, le confronte avec des preuves de trahison et le poignarde à mort ,. Le roi permet au frère cadet du duc de Viseu, Manuel (potentiel successeur au trône du Portugal ), d’hériter de ses titres et de ses biens . Les autres meneurs impliqués dans les complots sont persécutés ,. Jean II réussit à enrichir la Couronne en exécutant ou en exilant la plupart des seigneurs féodaux du Portugal et en confisquant leurs domaines ,. Pendant le reste de son règne, il limite au strict minimum la création de titres . La tradition dit que Jean II commente ainsi le « nettoyage » du pays : « Je suis le seigneur des seigneurs et non le serf des serfs ». Après ces événements, plus personne au Portugal n’ose défier le roi qui n’hésite pas à régler les problèmes de ses propres mains .

#### Économie et administration
Sous la direction de Jean II, l'activité commerciale en Afrique est devenue un monopole de la Couronne,. Les immenses profits générés par les entreprises portugaises sur ce continent permet au roi de financer des expéditions d'exploration, de réduire sa dépendance vis-à-vis des Cortes pour le soutien financier  et de renforcer le pouvoir de la monarchie sur la noblesse.
Jean II établit un nouveau tribunal appelé Mesa ou Tribunal do Desembargo do Paco pour superviser les demandes de pardon, de privilèges, de libertés et de législation. Il institue également des élections annuelles pour les juges, les greffiers et les intendants des hôpitaux sous juridiction fédérale. Ses tentatives de centralisation des hôpitaux à travers le Portugal ne sont pas pleinement mises en œuvre, mais ouvrent la voie aux réformes radicales introduites sous le règne de Manuel Ier .

#### Politique d’exploration
Jean II est un grand défenseur de la politique d’exploration de l’océan Atlantique commencée par son grand-oncle Henri le Navigateur ,,. Les découvertes portugaises et la recherche d’une route maritime vers les Indes sont la priorité de son gouvernement, finançant des hommes tels que João Afonso de Aveiro et Martin Behaim . Les archives de cette période sont en grande partie détruites dans l'incendie qui suit le séisme de 1755 à Lisbonne, et ce qui n'a pas disparu pendant le tremblement de terre est soit volé, soit détruit pendant la guerre péninsulaire, soit perdu pour une autre raison ,,. Sous son règne, les réalisations suivantes sont accomplies :

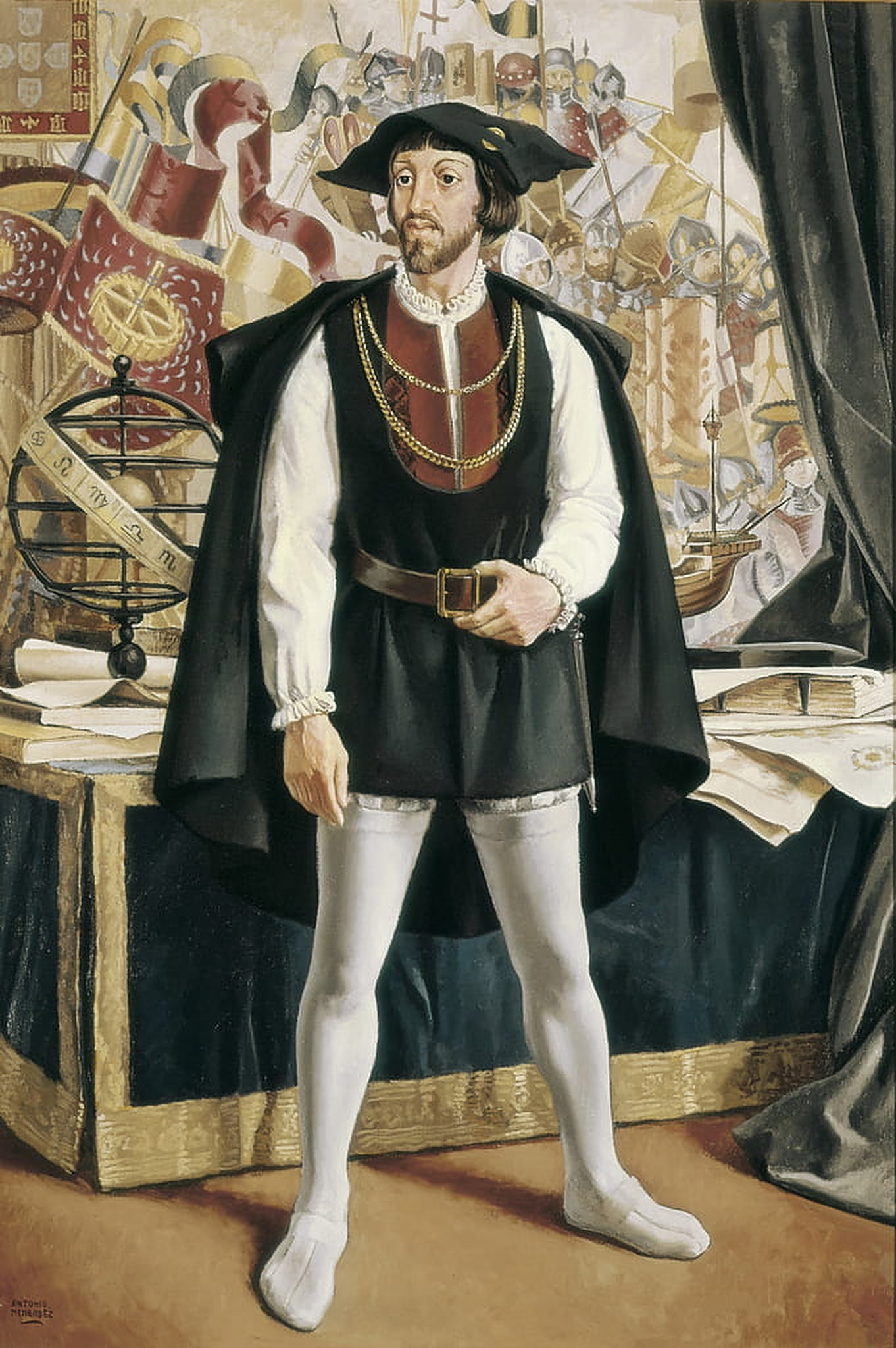
Portrait du roi Jean II au Musée de la marine, par Antônio Menendez.

- 1482 - Fondation de la forteresse côtière et du poste de commerce de Saint-Georges-de-la-Mine [60],[61],[62].
- 1484 - Diogo Cão découvre l’embouchure du Congo et explore la côte de la Namibie [63],[64],[65].
- 1488 - Bartolomeu Dias croise le cap de Bonne-Espérance devenant le premier Européen à naviguer dans l’océan Indien venant de l’ouest [66],[67],[68].
- 1493 - Alvaro Caminha commence la colonisation des îles de Sao Tomé-et-Principe.
- Financement des expéditions terrestres d'Afonso de Paiva et de Pêro da Covilhã en Inde ainsi qu'en Éthiopie à la recherche du Royaume du prêtre Jean [69],[67].

En 1484, Jean II nomme un comité consultatif maritime, la « Junta dos Mathematicos », pour superviser les efforts de navigation et fournir aux explorateurs des cartes et des instruments ,. À peu près à la même époque, Christophe Colomb propose au roi de Portugal son projet de voyage ,. Le roi renvoie la proposition de Colomb au Comité qui la rejete au motif que l'estimation de Colomb pour un voyage de plus de 4 400 kilomètres n'est qu'un quart de ce qu'elle aurait dû être . En 1488, Colomb fait de nouveau appel à la cour du Portugal, et Jean II lui accorde de nouveau un public . Cette réunion s'est également avérée infructueuse, en partie parce que peu de temps après, Bartolomeu Dias est revenu au Portugal avec la nouvelle de son contournement réussi de la pointe sud de l'Afrique (près du Cap de Bonne-Espérance) ,,.

#### Conflit avec l'Espagne
Alors qu'il revient de son premier voyage au début de 1493, Christophe Colomb est poussé par la tempête dans le port de Lisbonne . Jean II l'accueille mais affirme qu'en vertu du traité d'Alcáçovas précédemment signé avec l'Espagne, les découvertes de Colomb se trouvent dans la sphère d'influence du Portugal . Le roi prépare alors une flotte sous le commandement de Francisco de Almeida pour revendiquer les nouvelles îles ,. Soucieux d'éviter la guerre, les Rois Catholiques organisent des négociations dans la petite ville espagnole de Tordesillas . Le résultat de cette réunion est le célèbre Traité de Tordesillas, qui cherche à diviser toutes les terres nouvellement découvertes dans le Nouveau Monde entre l'Espagne et le Portugal ,.

#### Politique religieuse

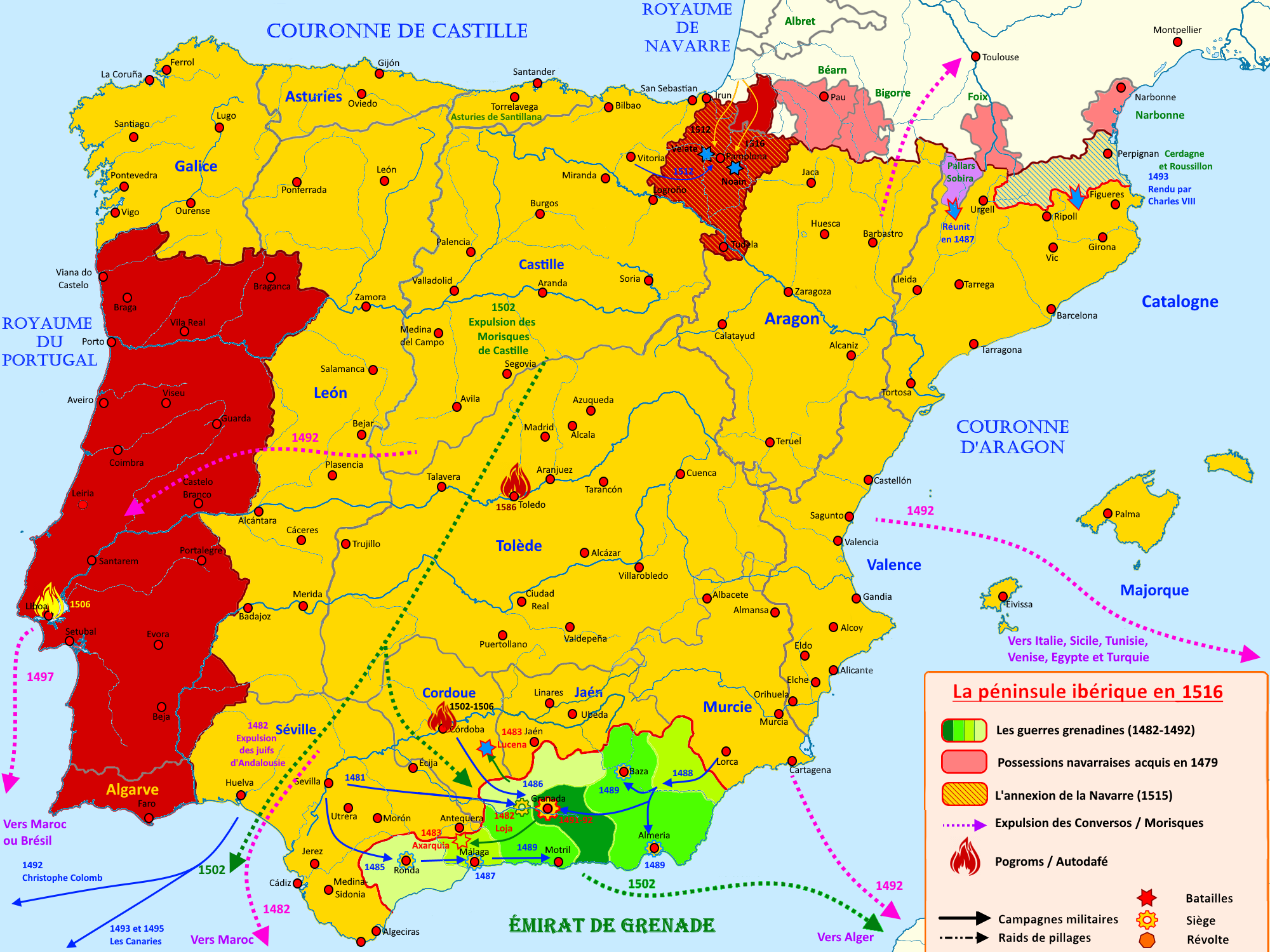
Le royaume du Portugal de 1479 à 1516.

Jean II promulgue plusieurs lois concernant la communauté juive à la demande des représentants parlementaires, notamment des restrictions sur les vêtements et l'émancipation des convertis au christianisme appartenant à des juifs . Cependant, l'attitude du roi envers les juifs portugais est décrite comme pragmatique en valorisant leurs contributions économiques et en les défendant contre un harcèlement injuste .
Après la décision des Rois catholiques d'expulser les juifs de Castille ainsi que d'Aragon en 1492, Jean II autorise l'admission de dizaines de milliers de juifs au Portugal, au prix de huit cruzados par personne, mais refuse de les laisser rester plus de huit mois . Sur les quelques 20 000 familles qui entrent au Portugal , seules 600 des familles juives castillanes les plus aisées ont réussi à obtenir un permis de séjour permanent ,,. Les Juifs incapables de quitter le pays dans le délai spécifié (souvent en raison de la pauvreté) ont été réduits en esclavage et n'ont été libérés que sous le règne de son successeur, le roi Manuel Ier ,. De nombreux enfants, de Juifs castillans réduits en esclavage, sont enlevés à leurs parents puis déportés sur l’île africaine de São Tomé afin d’y être élevés comme chrétiens et de servir comme colons ,,.

#### Succession et mort
En juillet 1491, le seul enfant légitime de Jean, Alphonse de Portugal, meurt dans un accident de cheval, plaçant le royaume dans une crise de succession . Le roi veut que son fils illégitime, Georges de Lancastre, lui succède mais la reine Éléonore de Viseu a l'intention d'assurer la succession de son jeune frère Manuel, l'héritier présomptif légal ,. Après d'âpres disputes avec Éléonore et une pétition infructueuse adressée à Rome pour faire légitimer Georges, Jean II reconnaît finalement Manuel comme son héritier dans son testament alors qu'il est sur son lit de mort en septembre 1495 ,.
Jean II meurt d'hydropisie à Alvor, le 25 octobre 1495, et son cousin lui succède sous le nom de Manuel Ier ,,. Il est d'abord enterré dans la cathédrale de Silves puis ses restes sont transférés au monastère de Batalha en 1499 ,.

## Héritage
Le surnom de « Prince parfait » est une appellation posthume de Jean II et Isabelle Ire de Castille l'appelle souvent El Hombre (L'Homme) ,.
L'érudit italien Ange Politien considère les exploits du roi de Portugal comme plus méritoires que ceux d'Alexandre le Grand ou de Jules César. Il propose d'écrire une œuvre épique rendant compte des exploits de Jean II en matière de navigation et de conquêtes. Le roi répond de manière positive dans une lettre du 23 octobre 1491 mais retarde la commission .

## Mariage et descendance

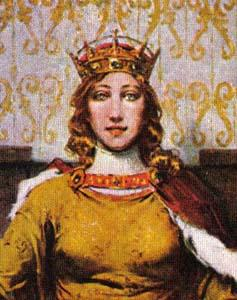
Éléonore de Viseu, par José Malhoa.

Le 22 janvier 1470, il épouse Éléonore de Viseu, princesse de Portugal, sa cousine germaine.
De cette union naissent :
- Alphonse de Portugal (1475-12 juillet 1491), en 1490 il épouse Isabelle d'Aragon
- Jean de Portugal (1483-1483)

Il a également un enfant hors mariage :
- Georges de Lancastre (1481-1550), 2e duc de Coimbra et tige des Lancastre, ducs d'Aveiro [96]

## Titre complet
Roi de Portugal et des Algarves, de chaque côté de la mer en Afrique et duc de Guinée par la grâce de Dieu